# Glycerintriheptanoat
Glycerintriheptanoat oder (GTH) ist ein Triglycerid mit drei Önanthsäure-Resten. Seit dem 12. September 2007 ist es der offizielle EU-Grundstoff zur Markierung von Risikofleisch.
Glycerintriheptanoat ist ein Triglycerid (Glycerin-Ester) der Önanthsäure (C7:0, auch n-Heptansäure genannt).

## Verwendung
Als Fleischmarker wurde GTH ausgewählt, da es billig, ungiftig und nicht abwaschbar ist. Bereits 2005 wurde es vom Institute for Reference Materials and Measurements im belgischen Geel als geeigneter Fleischmarker empfohlen.
GTH selbst ist farblos und geruchlos und wird für die Verwendung mit dem eigentlichen Farbstoff vermischt. Für die Einfärbung wird das Fleisch in einem Sterilisator auf 80 °C erhitzt und dann das GTH zugegeben. Die Mindestkonzentration an GTH beträgt 250 mg pro kg Fett.
Es wird auch als Weichmacher für PVC verwendet.

## Biologische Bedeutung
Glycerintriheptanoat wurde bei der Behandlung einer Pyruvat-Carboxylase-Defizienz eingesetzt, wobei die Fettsäurereste aufgrund ihrer ungeraden Kohlenstoffanzahl Acetyl-CoA und Propionyl-CoA über anaplerotische Reaktionen liefern.
Ferner zeigten Experimente an Ratten zur Aufklärung der Behandlung von Epilepsien einen Effekt auf das zentrale Nervensystem.
In den USA ist Glycerintriheptanoat seit 2020 als Dojolvi zugelassen zur medikamentösen Behandlung von pädiatrischen und erwachsenen Patienten mit einer bestätigten Störung der Oxidation langkettiger Fettsäuren (englisch long-chain fatty acid oxidation disorders, LC-FAOD). Es handelt sich um eine Gruppe von autosomal-rezessiv vererbten Stoffwechselstörungen, bei denen die Energiegewinnung aus langkettigen Fettsäuren gestört ist.